# Patrick Apel-Muller
Patrick Apel-Muller (Suresnes, 13 gennaio 1959) è un giornalista francese. Ha lavorato come caporedattore per L'Humanité, Pif Gadget (2004) e L'Humanité Dimanche.

## Biografia
Patrick Apel-Muller è laureato in storia Durante gli studi è stato attivo nell'Unione degli studenti comunisti, dove è diventato membro della segreteria nazionale e caporedattore del giornale Clarté.
Caporedattore di Radio Soleil 94, una radio locale della Val-de-Marne nel 1982, entra a L'Humanité Dimanche nel 1983 e diventa responsabile del settore società-sport. Alla fine del 1989 è entrato nella redazione de L'Humanité come vice-capo della sezione economico-sociale, per poi diventare capo dell'edizione dipartimentale di Val-de-Marne, vice-capo della sezione cultura del quotidiano, capo della sezione politica-economia-sociale, quindi caporedattore del quotidiano nel 2000.Contemporaneamente, nel 2004 ha rilanciato la rivista di fumetti Pif Gadget nuova serie, di cui è stato direttore editoriale fino alla cessazione delle pubblicazioni nel dicembre 2008. Patrick Apel-Muller è poi diventato direttore editoriale de L'Humanité. Nel dicembre 2019 si è dimesso ed è stato sostituito da una redazione congiunta: Maud Vergnol e Sébastien Crépel,.